# Acsád
Acsád è un comune dell'Ungheria di 661 abitanti (dati 2001). È situato nella contea di Vas.